# サウンドピーツ
サウンドピーツ（SOUNDPEATS）は、2010年に設立された中国・深圳を拠点とするオーディオブランドである。
日本法人の株式会社SOUNDPEATS（本社：千葉県船橋市、代表取締役社長：楊晋）は、2019年３月1日に創業6周年を迎えた。

## 概要
SOUNDPEATSは、Bluetoothイヤホンを中心としたオーディオ機器を製造・販売する企業で、世界30か国以上で展開している。2025年現在、累計出荷数は2,500万個以上、年間売上は約42億5千万円に達している。
ハイレゾ対応のワイヤレスイヤホンも多数販売している。ブランドメッセージは「HEAR THE DIFFERENCE」であり、充電ケースにその言葉が明記されているものもある。

## 沿革
- 2010年 - 中国・深圳市で設立
- 2015年1月 - 日本市場への参入、Amazonジャパンでの販売開始
- 2019年3月1日 - 株式会社SOUNDPEATSが創業6周年を迎え、ブランドロゴを刷新[2]
- 2023年3月 - ハイレゾ認証・LDAC対応の旗艦モデル「Opera」を発表し、Makuakeにて先行予約販売を開始

## 製品
主力製品は完全ワイヤレスBluetoothイヤホンで、高音質コーデックやアクティブノイズキャンセリング (ANC) 機能を備えたモデルを多数展開している。

### 完全ワイヤレスイヤホン
完全ワイヤレスイヤホンはサウンドピーツの主力製品の一つである。国内最大級のオーディオ&ビジュアル機器アワード「VGP」において、数多くの製品が受賞しており定評がある。具体的な受賞歴については、「受賞歴」の項目に記載。

#### Airシリーズ
軽量なのが特長。長時間装着しても快適な装着感が特長的。
- Air3 - コンパクトな半入耳型のデザインを採用し、aptX Adaptiveに対応。
- Air4 - Adaptive ANC（アクティブノイズキャンセリング）を搭載し、より高品質な音響体験を提供。
- Air4 Pro - 最大45dBのノイズ低減できるノイズキャンセリング機能を搭載している。
- Air5 Pro（2025年3月21日発売（日本）） - 最大55デシベルを軽減できるノイズキャンセリング機能を搭載している。aptX LosslessやLDAC対応。10mmドライバー搭載。最大37時間再生可能。[3]

#### Capsuleシリーズ
コンパクトなデザインと高性能ドライバーを組み合わせた製品ラインナップ。  
- Capsule3 Pro - LDAC対応のハイレゾオーディオ認証を取得し、アクティブノイズキャンセリング機能を搭載。

#### Operaシリーズ
- Opera05 - クラウドファンディングサイト「Makuake」において、歴代応援購入ランキングではイヤホン部門TOP10入りを達成した。[4]

#### Miniシリーズ
持ち運びに便利な小型デザインとバランスの取れた音質が特長。  
- Mini Pro - aptX Adaptive対応で低遅延モードを搭載。
- Mini HS - LDAC対応の高音質モデル。

#### Engineシリーズ
デュアルドライバーを搭載し、より広い音域とバランスの取れた音質を提供。  
- Engine4 - デュアルダイナミックドライバーとLDAC対応により、クリアで豊かな音質を実現。

#### RunFreeシリーズ
スポーツ向けのオープンイヤー型ワイヤレスイヤホン。耳を塞がない構造により安全性と快適性を提供する。  
- RunFree - 低音を強化したオープンイヤーデザイン。

### ワイヤレスイヤホン

#### Qシリーズ
ネックバンド型イヤホン。ネックバンド型のため、スポーツなどの用途に向いているシリーズ。  

#### その他の製品
上記のシリーズ以外にも、ゲーム向けの低遅延イヤホンや、ハイブリッドANC搭載モデルなど、多様な製品を展開している。

### ヘッドホン

#### Spaceシリーズ
アクティブノイズキャンセリング搭載のワイヤレスヘッドホン。

## 受賞歴
- 月刊GoodsPress（2023年1月・2月合併号）に掲載の「GoodsPress Award 2022」で、SOUNDPEATS Air3 Deluxe HSがPC・デジタル家電部門の「ハイコスパ賞」に選ばれた。[5]

- 『MONOQLO』2023年1月号 2022年の全テスト総決算！“絶対に良いモノ”全部入り「ベストバイ・オブ・ザ・イヤー」で、SOUNDPEATS Air3 Proが選ばれた。[6]

- 日経TRENDY 2024年9月号にて、「SOUNDPEATS Capsule3 Pro+」が「コスパアイテム10選」の一つとして選ばれた。[7]

- 国内最大級のオーディオ&ビジュアル機器アワード「VGP」においての受賞歴を以下に記載する。

### VGP2021
「VGP2021」において以下を受賞している。
- ECコスパ大賞　部門

SOUNDPEATS TrueAir 2
- Bluetooth完全ワイヤレスイヤホン(1万円以上1.2万円未満)　部門

受賞: SOUNDPEATS H1
- Bluetooth完全ワイヤレスイヤホン(5千円以上7.5千円未満)　部門

金賞: SOUNDPEATS Truengine3SE
受賞: SOUNDPEATS Truecapsule2
- Bluetooth完全ワイヤレスイヤホン(5千円未満)　部門

金賞: SOUNDPEATS TrueAir2
受賞: SOUNDPEATS Truefree2

### VGP2021 SUMMER
「VGP2021 SUMMER」において以下を受賞している。
- コスパ大賞　部門

SOUNDPEATS Sonic Pro
- Bluetooth完全ワイヤレスイヤホン（5千円未満）　部門

SOUNDPEATS Mini
- Bluetooth完全ワイヤレスイヤホン(5千円以上7.5千円未満)　部門

金賞: SOUNDPEATS Sonic Pro
- Bluetooth完全ワイヤレスイヤホン(5千円未満)　部門

受賞: SOUNDPEATS Sonic
受賞: SOUNDPEATS Mini
- ウェアラブルデバイス　部門

受賞: SOUNDPEATS Watch pro1

### VGP2022
「VGP2022」において以下を受賞している。
- コスパ大賞　部門

SOUNDPEATS Air3 Pro
- Bluetooth完全ワイヤレスイヤホン 7.5千円以上1万円未満部門

金賞　SOUNDPEATS H2
- Bluetooth完全ワイヤレスイヤホン 4千円以上6千円未満部門

金賞　SOUNDPEATS Air3
- Bluetooth完全ワイヤレスイヤホン/ノイズキャンセリング 6.5千円未満　部門

金賞　SOUNDPEATS Air3 Pro
- ウェアラブルデバイス　部門

受賞　SOUNDPEATS Watch2

### VGP2022 SUMMER
「VGP2022 SUMMER」において以下を受賞している。
- Bluetooth完全ワイヤレスイヤホン(6.5千円以上8千円未満)

金賞: SOUNDPEATS Mini Pro
- Bluetooth完全ワイヤレスイヤホン(5千円以上6.5千円未満)

金賞: SOUNDPEATS Air3-Deluxe
- Bluetooth完全ワイヤレスイヤホン(5千円未満)

受賞: SOUNDPEATS Free2 Classic

### VGP2023
「VGP2023」において以下を受賞している。
- コスパ大賞　部門

SOUNDPEATS Air3 Deluxe HS
- Bluetooth完全ワイヤレスイヤホン(6.5千円以上8千円未満)部門

金賞　SoundPEATS Air3 Deluxe HS
- Bluetooth完全ワイヤレスイヤホン/ノイズキャンセリング(8千円以上1万円未満)部門

金賞　SoundPEATS Capsule3 Pro
- Bluetooth完全ワイヤレスイヤホン/ノイズキャンセリング(8千円未満)部門

金賞　SoundPEATS Life
- ウェアラブルデバイス　※スマートウォッチや補聴器など　部門

受賞　SOUNDPEATS　watch3

### VGP2023 SUMMER
「VGP2023 SUMMER」において以下を受賞している。
- Bluetooth完全ワイヤレスイヤホン(8千円以上1万円未満)部門

SOUNDPEATS Engine4（受賞）
- Bluetooth完全ワイヤレスイヤホン(5千円以上6.5千円未満)部門

SOUNDPEATS Mini HS（金賞）
- Bluetooth完全ワイヤレスイヤホン/ノイズキャンセリング(1.2万円以上1.5万円未満)部門

SOUNDPEATS Opera05（金賞）
- Bluetooth完全ワイヤレスイヤホン/ノイズキャンセリング(1万円以上1.2万円未満)部門

SOUNDPEATS Opera03（金賞）
- Bluetooth完全ワイヤレスイヤホン/ノイズキャンセリング(8千円未満)部門

SOUNDPEATS Minipro HS（金賞）
- Bluetoothフロート型イヤホン(ネックバンド型)部門

SOUNDPEATS Runfree（金賞）
SOUNDPEATS Runfree lite（受賞）

### VGP2024
「VGP2024」において以下を受賞している。
- コスパ大賞　部門

SOUNDPEATS Air 4 Pro／Air 4
- Bluetooth完全ワイヤレスイヤホン(6.5千円以上8千円未満)部門

金賞: SOUNDPEATS Air4 Lite
- Bluetooth完全ワイヤレスイヤホン(5千円未満)部門

金賞: SOUNDPEATS Clear
- Bluetooth完全ワイヤレスイヤホン/ノイズキャンセリング(8千円以上1万円未満)部門

金賞: SOUNDPEATS Air4
- Bluetooth完全ワイヤレスイヤホン/ノイズキャンセリング(8千円未満)部門

金賞: SOUNDPEATS Air4 Pro
- Bluetoothフロート型イヤホン／左右独立型（1万円未満）部門

金賞: SOUNDPEATS Gofree2
受賞: SOUNDPEATS Gofree

### VGP2024 SUMMER
「VGP2024 SUMMER」において以下を受賞している。
- コスパ大賞　部門

SOUNDPEATS　Capsule 3 Pro＋
- Bluetoothオーバーヘッド型ヘッドホン(1万円未満)部門　金賞　SOUNDPEATS Space

- Bluetoothインナーイヤー型ヘッドホン部門　金賞　SOUNDPEATS　Q35 HD+

- Bluetoothインナーイヤー型ヘッドホン部門　受賞　SOUNDPEATS　Q30 HD+

- Bluetooth完全ワイヤレスイヤホン(5千円未満)部門　金賞　SOUNDPEATS　Clear Pods

- Bluetooth完全ワイヤレスイヤホン/ノイズキャンセリング(1.2万円以上1.5万円未満)部門　金賞　SOUNDPEATS　Capsule3 Pro+

- Bluetoothフロート型イヤホン／左右独立型（1万円未満）部門　金賞　SOUNDPEATS　Breezy

- Bluetoothフロート型イヤホン／ネックバンド型（5千円未満）部門　金賞　SOUNDPEATS　RunFree Lite 2

- スマートウォッチ(1万円未満)部門　金賞　SOUNDPEATS　Watch4

### VGP2025
「VGP2025」において以下を受賞している。
- Bluetoothオーバーヘッド型ヘッドホン（1万円未満）

SOUNDPEATS Space Lite（受賞）
- Bluetooth完全ワイヤレスイヤホン（8千円以上1万円未満）

SOUNDPEATS Air5 Pro（金賞）
SOUNDPEATS Air5（金賞）
- Bluetooth完全ワイヤレスイヤホン（6.5千円以上8千円未満）

SOUNDPEATS Air5 Lite（金賞）
- Bluetooth完全ワイヤレスイヤホン（5千円未満）

SOUNDPEATS Clear Dot（受賞）
- Bluetoothフロート型イヤホン／左右独立型（1万円未満）

SOUNDPEATS　Chasers（金賞）
- Bluetoothフロート型イヤホン／イヤカフ方式（8千円未満）

SOUNDPEATS PearlClip Pro（金賞）

## メディア掲載歴
- SOUNDPEATS TrueFree+ - 2019年9月号 GetNaviに掲載。[17]
- SOUNDPEATS Air3 Deluxe HS - 2022年10月6日発売の雑誌『Tarzan』で掲載。[18]
- SOUNDPEATS Air3 Deluxe HS - 2022年12月号 GoodsPressに掲載。[19]
- SOUNDPEATS Air3 Pro - 2023年1月号 MONOQLOに「2022年の全テスト総決算！“絶対に良いモノ”全部入り『ベストバイ・オブ・ザ・イヤー』」に選ばれた。[20]
- SOUNDPEATS GoFree2 - 2024年2月16日（金）発売のモノ・マガジン2024年3月2日特集号に掲載。[21]